# وحید عرب‌زاده
وحید (فهیم) عرب‌زاده (زاده ۸ خرداد ۱۳۷۳، جزیره خارگ) بازیکن تم ملی هندبال جمهوری اسلامی ایران است. در هندبال ساحلی در پست بغل راست و در هندبال سالنی گوش راست بازی می‌کند.

## افتخارات
- مقام اول قهرمانی آسیا در سال ۲۰۲۲ میلادی به میزبانی ایران.[۱]
- حضور در مسابقات جام جهانی هندبال ساحلی در سال ۲۰۲۲ به میزبانی کشور یونان.[۱]
- مقام سوم قهرمانی آسیا در سال ۲۰۱۷ میلادی به میزبانی تایلند.[۱][۲]
- مقام هشتم جام جهانی در سال ۲۰۱۸ میلادی به میزبانی روسیه. [7]
- اولین بازیکن اهل جزیره خارگ است، که در یک جام جهانی حضور داشته است.[4][5]
- در مسابقات جام جهانی ۲۰۱۸ که در شهر کازان روسیه برگزار می‌شد، توسط کمیته فنی مسابقات به عنوان امتیاز آورترین بازیکن تیم ملی جمهوری اسلامی ایران معرفی شد. [6][7]

## سوابق حرفه ای
- طی حکمی از طرف هیئت هندبال استان بوشهر، وحید عرب زاده به عنوان رئیس هیئت هندبال شهر خارگ منصوب گردید.[8]
- کادر فنی تیم ملی هندبال ایران ۱۴ بازیکن را به اردوی این تیم برای حضور در مسابقات قهرمانی آسیا در عمان فراخواندکه در بین بازیکنان تیم ملی هندبال ساحلی، نام «وحید عرب‌زاده» ورزشکار اهل جزیره خارگ استان بوشهربا ۱۸ سال به‌عنوان جوانترین بازیکن تیم ملی هندبال ساحلی تاریخ ایران به چشم می‌خورد.[3]
- در مسابقات آسیایی نوجوانان هندبال آسیا که به میزبانی قطر در دوحه برگزار می‌شد به وحید لقب ساروخ ایرانی (موشک انداز ایرانی) داده شد.
- در مسابقات هندبال ساحلی آسیا در سال ۲۰۱۵ در کشور عمان وحید عرب زاده به عنوان بهترین و فنی‌ترین بازیکن مسابقات از سوی کمیته برگزاری مسابقات آسیا انتخاب شد و لقب بالن را به وی داده شد.